# Ева Томпсон
Ева Томпсон (англ. Ewa M. Thompson; нар. 1937, Каунас) — польсько-американська літературознавиця і славістка, професорка університету Райса (Rice), Х'юстон, штат Техас, США), редакторка журналу «Sarmatian Review» («Сарматський огляд»). Її твори перекладено китайською, польською, українською, російською, хорватською, італійською мовами.

## Біографія
Народилася у Каунасі (Литва) у польській родині 1937 року. Вчилася у Варшавському університеті. Здобула докторський ступінь в університеті Vanderbilt.

## Наукова робота
У своїх працях Ева Томпсон обстоює міркування, що імперська Росія багато взяла від монгольської ментальності і сприйняття світу, практично нічого цивілізаційного не принесла на землі своїх колоній і сьогодні не готова переосмислити свою деструктивну роль щодо культур народів і країн, які колись поневолила.
Уривок з монографії «Трубадури імперії: російська література і колоніалізм»:
«Російський націоналізм є і агресивний, і оборонний, а в своїй агресивній відміні
він набув постаті імперіальної спраги до колоніального оволодіння територіями, які прилягають до
етнічно російських. Передбачаю тут, що дані території, аби стати колонією чужої політичної або
національної могутності, не мусили визнати в формі трактату свій статус як домініон, як то мало
місце у випадку багатьох британських володінь. Якщо йдеться про Росію, то результатом її
територіальних зазіхань було приєднання інших країв до Росії або надання влади в тих краях урядам,
які служать інтересам Росії. Російська література була посередницею в тому процесі, нав'язуючи»
підкореним територіям нарацію російської присутності, яка витісняла серцевинну проблематику і нарацію.